# Karel Verbiest
Karel Verbiest (Peutie, 6 januari 1914 – ? ) was een Belgisch componist, dirigent, klarinettist en saxofonist.

## Levensloop
Verbiest kreeg zijn eerste muzieklessen bij de plaatselijke Koninklijke Fanfare "Gretry", die toen onder leiding stond van dhr. E. Dewandeleer, tegelijkertijd directeur van de Stedelijke Muziekacademie te Vilvoorde. Als logische evolutie werd hij op 12-jarige leeftijd naar deze muziekacademie gestuurd, waar hij alle klassen notenleer en instrumentenklassen (saxofoon) met succes doorliep. Onder impuls van zijn leraar J. Cl. Van Moer, zelf saxofonist bij het Groot Harmonieorkest van de Belgische Gidsen, leerde hij klarinet. Hij studeerde vanaf 1929 aan het Koninklijk Conservatorium te Brussel, waar hij in 1933 eerste prijzen behaalde voor notenleer en transpositie. In 1934 veroverde hij een eerste prijs voor klarinet.
Na zijn militaire dienstplicht werd hij in 1936 opgenomen bij het Muziekkorps van het 5e Linie Regiment te Antwerpen, waar hij later altsaxofoon speelde. Onmiddellijk na de Tweede Wereldoorlog werd hij klarinettist bij het Muziekkorps van de 6e Brigade. Hier kreeg hij de basisopleiding harmonie van de muziekchef en onderkapelmeester Karel Torfs. Bij de oprichting van de nieuwe Muziekkapel van de Belgische Luchtmacht werd hij in 1946 als solo klarinettist opgenomen. In deze functie bleef hij tot zijn opruststelling in 1968. Hier werd hij gedurende 5 jaar onderwezen in harmonie en contrapunt door Meester J. De Roeck.
Van 1945 tot 1950 speelde hij in verschillende grote orkesten.
In 1950 werd hij docent notenleer aan de Muziekacademie te Vilvoorde en bleef in deze functie tot 1975. Van 1954 tot 1979 was hij eveneens docent klarinet en saxofoon aan de Muziekschool te Wemmel.
In 1947 werd hij dirigent van de Koninklijke Harmonie "Vlaams en Vrij", Houtem en bleef dat tot 1982. Hij was ook dirigent van de Koninklijke Harmonie Sint Martinus, Melsbroek, de Koninklijke Harmonie Sint Martinus, Weerde en van 1962 tot 1973 van de Koninklijke Harmonie "Sint-Cecilia", Evere.
Als componist schreef hij meerdere werken voor harmonie- en fanfareorkest.

## Composities

### Werken voor harmonie- en fanfareorkest
- 1950 Patria, ouverture
- Festival Music (opgedragen aan voorzitter A. Stuckens ter gelegenheid van het 100-jarig bestaan van de Koninklijke Harmonie "Sint-Cecilia", Evere)
- Mars der Anciens (opgedragen aan zijn vader ter gelegenheid van zijn 60-jarig jubileum als muzikant)
- Mars der kampioenen (gecomponeerd ter gelegenheid van de 100e jaarmarkt te Vilvoorde)
- Modern solo, voor saxofoon solo en harmonieorkest
- Swinging Boogie, concertstuk